# José María Quijano
José María Quijano Fernández-Hontoria (Los Corrales de Buelna, 1843-Los Corrales de Buelna, 1911) fue un abogado y empresario español, fundador de Forjas de Buelna.

## Biografía
Hijo del político torrelaveguense José Felipe Quijano Moncalián y de Rafaela Fernández Hontoria, José María estudió Derecho en la Universidad de Valladolid, de la que se licenció en 1866, y trabajó hasta alcanzar los treinta años como abogado en Torrelavega. 
Después de visitar la Exposición Universal de París (1873)[cita requerida] con Benigno Arce, ingeniero de minas de los Picos de Europa, montó en un molino de su propiedad emplazado en Los Corrales de Buelna, cuatro máquinas de hacer puntas. Debido a su falta de experiencia empresarial, los comienzos de la empresa no fueron fáciles. Tras un primer momento de inestabilidad, la financiación de Benigno Arce, el conde de Mansilla, la familia Pombo y Pedro Ruiz de Tagle  (además del reclutamiento de diferentes profesionales acostumbrados a los negocios como es el caso de Domingo Salas, propietario de una herrería, que fue nombrado maestro y encargado), la empresa pudo hacer frente a las primeras necesidades de instalación y de adquisición de materias primas. La fábrica comenzó a funcionar el 14 de octubre de 1874, dedicada al principio exclusivamente al abastecimiento de las ferreterías de Santander.
Hasta 1877 viajó diariamente de Torrelavega a Los Corrales de Buelna en un faetón tirado por dos jacas tordas, una de las cuales, de nombre Espartero, quedó como emblema de la nueva sociedad Nueva Montaña Quijano.
En 1883 compró una fábrica de harinas, próxima a la estación del ferrocarril, y montó en su edificio un tren de laminar alambre y una trefilería, que, con el tiempo, contribuyeron a evitar las importaciones de materia prima para fabricar puntas de Francia e Inglaterra. Asimismo se ocupó de formar a su personal local, que hasta entonces dependía de técnicos extranjeros. En 1880 instaló alumbrado público en los talleres y un año más tarde introdujo el teléfono en sus industrias, que iban ganando día a día prestigio y mercado. En 1892 logró obtener más energía hidráulica de unos saltos de agua artificiales. En 1906, la empresa contaba con 600 obreros procedentes de los pueblos próximos al valle de Buelna. Completó las Forjas de Buelna con almacenes, edificios y unió por medio de un ferrocarril de tres kilómetros los saltos de agua.
En 1892 creó una cooperativa obrera dotada de una caja para jubilaciones y accidentes, anticipándose ocho años a lo previsto en la Ley de Accidentes de Trabajo; asimismo impulsó la construcción de casas baratas para sus empleados.
En 1899 fundó en Santander la sociedad Altos Hornos de Nueva Montaña, de la que fue su primer presidente. Fue, asimismo, consejero y fundador del Ferrocarril Santander-Bilbao y del Ferrocarril Cantábrico. Diputado provincial a los 25 años, representó Cantabria varias veces como senador.
A su fallecimiento, en 1911, su viuda, Soledad de la Colina y de la Mora, y sus hijos, fundaron la Sociedad Anónima José María Quijano, que en 1948 se fusionó con Nueva Montaña.
El rey Alfonso XIII concedió a su viuda el título de condesa de Forjas de Buelna, cuando visitó la fábrica de Los Corrales de Buelna en 1915.

## Matrimonio y descendencia
Se casó con Soledad de la Colina y de la Mora, condesa de Forjas de Buelna; con la que tuvo cinco hijos y tres hijas:
- José Antonio Quijano de la Colina (falleció sin descendencia, II Conde de Forjas de Buelna)
- Manuel Quijano de la Colina (casado con Dolores Otero)
- Ramón Quijano de la Colina (casado con Adela Secades y Abarca)
- Juan José Quijano de la Colina (casado con Luz González-Camino y Aguirre)
- Miguel Quijano de la Colina (casado con María de Agüero y Santelices)
- María del Carmen Quijano de la Colina (casada con Felipe Díaz de Bustamante y Campuzano)
- Lucía Quijano de la Colina (casada con Juan Manuel Mazarrasa Quintanilla)
- Rafaela Quijano de la Colina (casada con Carlos Quintana Trueba)
- Luz Quijano de la Colina (casada con Estanislao Abarca Fornes). Sin descendencia
- Gilberto Quijano de la Colina (VII Conde de Torre-Velarde). Soltero sin descendencia
- Soledad Quijano de la Colina. Soltera sin descendencia

Hoy en día, existen siete ramas familiares descendientes de José María Quijano Fernández-Hontoria:  Quijano Otero, Díaz de Bustamante Quijano, Quijano González-Camino, Mazarrasa Quijano, Quijano Secades, Quintana Quijano y Quijano Agüero.